# Paralingulina
Paralingulina es un género de foraminífero bentónico de la subfamilia Ichthyolariinae, de la familia Ichthyolariidae, de la superfamilia Robuloidoidea, del suborden Lagenina y del orden Lagenida. Su especie-tipo es Lingulina tenera. Su rango cronoestratigráfico abarca desde el Pliensbachiense (Jurásico inferior) hasta el Valanginiense (Cretácico inferior).

## Discusión
Paralingulina ha sido considerado un sinónimo posterior de Behillia de la familia Nodosariidae.

## Clasificación
Paralingulina incluye a las siguientes especies:
- Paralingulina frailensis †
- Paralingulina hexacarinata †
- Paralingulina tenera †